# Vikings (2.ª temporada)
A segunda temporada de Vikings foi anunciada pela History no primeiro semestre de 2013. Michael Hirst continua como showrunner e produtor executivo. A segunda temporada estreou em 27 de fevereiro de 2014.

## Elenco e personagens

### Principal
- Travis Fimmel como Earl Ragnar Lothbrok de Kattegat
- Katheryn Winnick como Lagertha
- Clive Standen como Rollo[2]
- Jessalyn Gilsig como Siggy
- Gustaf Skarsgård como Floki
- George Blagden como Athelstan
- Alexander Ludwig como Bjorn Flanco de Ferro
- Alyssa Sutherland como Princesa Aslaug[3]
- Donal Logue como Rei Horik da Dinamarca
- Linus Roache como Rei Ecbert de Wessex

### Recorrente
- Jefferson Hall como Torstein
- Maude Hirst como Helga
- Edvin Endre como Erlendur
- Cormac Melia como Ubbe
- Cathal O'Hallin como Hvitserk
- Thorbjørn Harr como Jarl Borg da Gotalândia
- Moe Dunford como Príncipe Aethelwulf de Wessex
- John Kavanagh como Vidente
- Philip O'Sullivan como Bispo Edmund
- Gaia Weiss como Þórunn
- Georgia Hirst como Torvi
- Morten Suurballe como Jarl Sigvard
- Sarah Greene como Princesa Judith da Nortúmbria
- Carrie Crowley como Elisef
- Morgan C. Jones como O Legislador
- Ivan Kaye como Rei Aelle da Nortúmbria
- Amy Bailey como Princesa Kwenthrith da Mércia
- Steve Wall como Einar
- Duncan Lacroix como ealdormano Werferth
- Richard Ashton como Thorvard

### Convidado
- Nathan O'Toole como Bjorn Flanco de Ferro (jovem)
- Tadhg Murphy como Arne
- Anna Aström como Hild
- Jay Duffy como Ari
- Edmund Kente como Bispo Swithern de Winchester
- Alan Devine como ealdormano Eadric
- Cathy White como Rainha Ealhswith da Nortúmbria
- Elizabeth Moynihan como Rainha Gunnhild da Dinamarca
- Carl Shaaban como Jesus

## Produção
Uma co-produção irlandesa-canadense apresentada pela Metro-Goldwyn-Mayer, Vikings foi desenvolvida e produzida pela Octagon Films e pela Take 5 Productions. Morgan O'Sullivan, Sheila Hockin, Sherry Marsh, Alan Gasmer, James Flynn, John Weber e Michael Hirst são creditados como produtores executivos. A segunda temporada foi produzida por Steve Wakefield e Keith Thompson. Bill Goddard e Séamus McInerney são os co-produtores.
A equipe de produção da segunda temporada inclui os diretores de escolha de elenco Frank e Nuala Moiselle, o designer de figurino Joan Bergin, os supervisores de efeitos visuais Julian Parry e Dominic Remane, os designers de dublês Franklin Henson e Richard Ryan, o compositor Trevor Morris, o designer de produção Tom Conroy pelo primeiro ao sexto episódio, e Mark Geraghty pelo sétimo ao décimo episódio, os editores Aaron Marshall no primeiro, terceiro, quinto, sétimo e nono episódio, e Don Cassidy no segundo, quarto, sexto, oitavo e décimo episódio, e o cineasta Pj Dillon.

## Episódios
| N.º na série | N.º na temp. | Título                                          | Dirigido por    | Escrito por   | Exibição original       |
| --- | ------------ | ----------------------------------------------- | --------------- | ------------- | ----------------------- |
| 10 | 1            | "Brother's War" "(A Guerra do Irmão)" (BR)      | Ciarán Donnelly | Michael Hirst | 27 de fevereiro de 2014 |
| Rollo luta contra Ragnar quando os guerreiros do Jarl Borg e do Rei Horik se encontram. Rollo se rende para Ragnar depois de admitir que não pode matá-lo. Ragnar negocia uma trégua instável entre Borg e Horik, depois retorna a Kattegat. As tentativas de Ragnar de se reconectar com sua esposa são prejudicadas quando Lagertha aprende sobre seu caso com Aslaug. Ragnar finalmente chora por sua filha morta, Gyda. A vida de Ragnar torna-se mais complicada quando um navio chega com uma Aslaug visivelmente grávida. Rollo é colocado em julgamento, mas fica chocado quando libertado pelo advogado, que foi subornado por Ragnar. Apesar da inimizade de Lagertha com Aslaug, Ragnar decide assumir a princesa como sua segunda esposa. Humilhada, Lagertha abandona Ragnar e vai embora de Kattegat. Ragnar tenta impedi-la e pede que ela volte, mas ela o ignora. A tristeza de Ragnar é multiplicada quando Bjorn o rejeita e vai embora com sua mãe. |              |                                                 |                 |               |                         |
| 11 | 2            | "Invasion" "(Invasão)" (BR)                     | Ciarán Donnelly | Michael Hirst | 6 de março de 2014      |
| Quatro anos depois, Ragnar finalmente anuncia planos para atacar a Inglaterra. Horik e Borg chegam, mas seu ressentimento leva Ragnar a quebrar o pacto com Borg. Ragnar aceita Rollo de volta à sua família, mas o impede de atacar. O vidente diz a Ragnar que seus filhos serão mais famosos do que ele. Os homens de Ragnar e Horik partiram para a Inglaterra, mas uma violenta tempestade os tira do curso. Enquanto exploram, são emboscados por soldados e vários homens são mortos, incluindo um dos filhos de Horik. Athelstan salva a vida de Ragnar durante a luta. Eles sabem que estão em Wessex, que é governado pelo Rei Ecbert, um homem descrito como semelhante a Ragnar. |              |                                                 |                 |               |                         |
| 12 | 3            | "Treachery" "(Traição)" (BR)                    | Ken Girotti     | Michael Hirst | 13 de março de 2014     |
| Ragnar e seus homens se aproximam de Wessex. Ele acredita que a maior riqueza da terra é seu solo rico, que poderia suportar uma colônia viking. Ecbert envia enviados para pedir Ragnar para sair; Ragnar responde perguntando o que Ecbert gostaria de pagar. Em Hedeby, Lagertha agora se casou novamente com um marido abusivo, o conde Sigvard, e tanto ela quanto Bjorn estão infelizes. Bjorn quer sair ao mundo e provar sua masculinidade, mas seu padrasto não vai permitir isso. Enquanto isso, Jarl Borg se casou e decide agarrar as terras de Ragnar em retaliação para Ragnar quebrando sua trégua. Com todos os guerreiros capazes, Rollo reúne as mulheres, crianças e idosos da aldeia, mas Borg os massacra e toma o controle de Kattegat. Rollo é forçado a fugir com os filhos de Ragnar e Aslaug. |              |                                                 |                 |               |                         |
| 13 | 4            | "Eye for an Eye" "(Olho por Olho)" (BR)         | Ken Girotti     | Michael Hirst | 20 de março de 2014     |
| Ragnar conhece o Rei Ecbert, que questiona seus motivos para ficar em Wessex e oferece para lhe conceder algum terreno. Mais tarde, de volta ao acampamento, um dos navios de Horik chega com notícias do saque de Jarl Borg de Kattegat. Ragnar e seus homens partiram para casa. Athelstan opta por permanecer com Horik, mas depois é capturado por soldados depois que sua festa de caça é emboscada. Rollo esconde Aslaug, Siggy e os outros sobreviventes em uma propriedade remota e tenta reunir outros para ajudá-los a retomar o Kattegat. Ragnar volta para casa e encontra sua família. Sua felicidade é agredida pela revelação de Rollo de que eles não têm homens suficientes para derrotar Borg. Em Wessex, Athelstan é marcado como apóstata e crucificado, mas sua vida é salva quando Ecbert chega e ordena que ele seja derrubado da cruz. Ragnar fica surpreso quando um grande grupo de lutadores chega liderado por Lagertha e Bjorn. |              |                                                 |                 |               |                         |
| 14 | 5            | "Answers in Blood" "(Respostas de Sangue)" (BR) | Jeff Woolnough  | Michael Hirst | 27 de março de 2014     |
| Preocupado com o fato de Borg estar fortemente enraizado, Ragnar planeja atraí-lo para longe de Kattegat. Ragnar e Bjorn se aproximaram da cidade à noite e incendiaram as lojas de alimentos de inverno, obrigando Borg a perseguir. Ragnar envolve as forças de Borg em uma batalha sangrenta, e o hospedeiro de Borg é encaminhado e forçado a fugir. Ragnar reentende Kattegat, e Bjorn é convidado a sacrificar um prisioneiro aos deuses. Ragnar visita o vidente e confessa que quer tanto Lagertha quanto Aslaug como suas esposas. Em Wessex, Athelstan é mantido no tribunal de Ecbert, dando ao Rei uma visão das crenças pagãs. Athelstan luta com suas antigas crenças cristãs. Lagertha dá permissão a Bjorn para permanecer em Kattegat com Ragnar, mas escolhe retornar ao marido. Um mensageiro chega, informando Ragnar de que as forças de Ecbert mataram os homens de Horik, com Horik e seu filho. |              |                                                 |                 |               |                         |
| 15 | 6            | "Unforgiven" "(Imperdoável)" (BR)               | Jeff Woolnough  | Michael Hirst | 3 de abril de 2014      |
| O Rei Horik volta a Kattegat, derrotado pelo Rei Ecbert e com poucas de suas forças sobrevivendo. Com fome de vingança, Horik diz a Ragnar que eles precisam da ajuda de Jarl Borg novamente, já que ele tem muitos navios. Aslaug não está satisfeito e pede a Ragnar que não ouça Horik. Rollo é enviado como emissário a Götaland para negociar com Jarl Borg, o último aceita a oferta depois de consultar o crânio de sua primeira esposa. Athelstan torna-se um confidente do Rei Ecbert, confiado para cuidar de rolos romanos secretos e relíquias. Lagertha volta para casa a um Sigvard que não está comendo, que manda homens para vencê-la durante a noite. Ele tenta humilhá-la mais no dia seguinte, mas ela mergulha uma faca em seus olhos e seu sobrinho Einar o decapita. Jarl Borg retorna a Kattegat para unir forças com Ragnar, mas durante a noite seus homens são queimados vivos e ele é levado cativo. |              |                                                 |                 |               |                         |
| 16 | 7            | "Blood Eagle" "(Águia de Sangue)" (BR)          | Kari Skogland   | Michael Hirst | 10 de abril de 2014     |
| Horik e Ragnar concordam que precisam de mais navios e guerreiros para voltarem para a Inglaterra. Horik persuade Ragnar a demorar a matar Jarl Borg, no caso de sua execução assustar aliados potenciais. Helga revela que ela está carregando o filho de Floki e eles concordam em se casar. Quando Helga procura a benção de Ragnar, Floki afirma que não precisa disso. Ragnar visita o vidente que revela que Athelstan está vivo, mas espiritualmente rasgado. Na Inglaterra, o Eei Ecbert propõe aliança com o Rei Aelle contra o retorno esperado dos vikings. Para conquistar Aelle, que está suspeito, Ecbert casa seu filho com a filha de Aelle para selar sua aliança. O chamado de Ragnar para um aliado é respondido por um misterioso Earl, que revela ser Lagertha. Aslaug diz a Ragnar que está satisfeita por Lagertha se unir com ele. Bjorn continua sendo rejeitado por Þorunn, a escrava. Rollo obriga Siggy a admitir que está dormindo com Horik. Horik engana Borg para pensar que ele escapará de seu destino, mas no final, Borg é conduzido à cidade para ser executado. Ragnar realiza a cerimônia de Águia de Sangue em Borg.                      |              |                                                 |                 |               |                         |
| 17 | 8            | "Boneless" "(Sem Ossos)" (BR)                   | Kari Skogland   | Michael Hirst | 17 de abril de 2014     |
| A profecia de Aslaug acontece quando ela dá à luz um filho com pernas malformadas. Apesar da insistência de Ragnar de que ele não deveria ter futuro na sociedade viking e deve morrer, Aslaug o mantém. Ragnar lhe nomeia como Ivar, o Sem Ossos. Lagertha chega em Kattegat com seus navios e guerreiros. Em Wessex, Ecbert recebe a Princesa Kwenthrith da Mércia, que está em guerra civil com sua família depois de assassinar seu irmão. Kwenthrith tem um interesse sexual nos norte-americanos e em Athelstan. Percebendo a fenda crescente de Floki com Ragnar, Horik tenta atraí-lo ao seu lado. Depois de pousar em Wessex, Ragnar decide por conta própria para enviar Torstein para informar Ecbert de sua chegada, irritando Horik e Lagertha. Aethelwulf e um grupo de soldados chegam e ele convida Ragnar para falar com seu pai. Como sinal de boa vontade, Aethelwulf retorna o bracelete de Athelstan para confirmar que o monge ainda está vivo. Apesar da promessa de Ragnar de segurança, o grupo de Aethelwulf é emboscado pelos norte-americanos liderados por Erlendur. Todo o grupo é abatido, exceto para Aethelwulf, que tem permissão para escapar. |              |                                                 |                 |               |                         |
| 18 | 9            | "The Choice" "(A Escolha)" (BR)                 | Ken Girotti     | Michael Hirst | 24 de abril de 2014     |
| Ao rever os antigos textos romanos com Athelstan, Ecbert vê uma maneira de derrotar os vikings. Horik avança para o que ele acha que é o exército de Wessex, mas Ecbert pega os vikings entre duas tropas de cavalaria e as derrota. Rollo está gravemente ferido, mas é reconhecido por Athelstan e levado de volta a Winchester. Ragnar nomeia seu filho Bjorn como Flanco de Ferro, pois ele é ileso. Aelle quer destruir os vikings restantes, mas, em vez disso, Ecbert decide lhes oferecer terra e empregá-los como mercenários para que lutem contra Mércia. Rollo é devolvido aos vikings, e alguns deles se voluntariam para lutar por Kwenthrith. Athelstan retorna a Kattegat com os vikings, admitindo que Ragnar acredita nos deuses cristãos e nórdicos agora. Enquanto isso, Aslaug torna Þorunn uma mulher livre. |              |                                                 |                 |               |                         |
| 19 | 10           | "The Lord's Prayer" "(A Oração do Senhor)" (BR) | Ken Girotti     | Michael Hirst | 1 de maio de 2014       |
| A esposa e os filhos de Horik chegam em Kattegat e a cidade comemora. Para provar a Horik, ele é confiável, Floki envenena Torstein. Horik revela seu plano de matar Ragnar e toda a família. Em troca da promessa de se casar com ela, Horik ordena a Siggy que mate os filhos de Ragnar. Bjorn e Þorunn finalmente se reconciliam e se comprometem um com o outro. Athelstan ensina para Ragnar a Oração do Senhor. Com reforços, Horik ataca Kattegat. Chegando no salão principal, ele descobre Torstein vivo e vê que Floki e Siggy não traíram Ragnar. Ragnar e seu círculo mais próximo matam Horik e reivindicam sua "Espada de Rei", enquanto os homens de Ragnar matam todos os filhos de Horik, exceto Erlendur. Ragnar agora é Rei, sentado no topo do icônico precipício Preikestolen. |              |                                                 |                 |               |                         |